# Келвин
Келвин Матеус де Оливейра (порт. Kelvin Mateus de Oliveira; родился 1 июня 1993 года в Куритиба, Бразилия) — бразильский футболист, вингер клуба «Коритиба».

## Биография
Келвин — воспитанник клуба «Парана». 13 октября 2010 года в матче против «Гуаратингета» он дебютировал в бразильской Серии B. В этом же поединке Келвин забил свой первый гол за «Парану». Летом 2011 года он перешёл в португальский «Порту». Сумма трансфера составила 2,5 млн евро. Для получения игровой практики Келвин сразу же был отдан в аренду в «Риу Аве». 21 августа в матче против «Академики» из Коимбры он дебютировал в Сангриш лиге. После окончания аренды Келвин вернулся в «Порту». 11 ноября 2012 года в поединке против «Академики» он дебютировал за «драконов», заменив во втором тайме Хамеса Родригеса. 8 апреля в матче против «Браги» Келвин сделал «дубль», забив свойи первые голы за «Порту». В составе Порту он выиграл чемпионат и дважды завоевал Суперкубок Португалии.
Келвин не был основным футболистом поэтому в 2015 году на правах аренды вернулся на родину, став футболистом клуба «Палмейрас». 9 мая в матче против «Атлетико Минейро» он дебютировал в бразильской Серии A. В составе «Палмейраса» Келвин стал обладателем Кубка Бразилии.
В начале 2016 года он на правах аренды перешёл в «Сан-Паулу». 14 февраля в матче против «Коринтианс» Кевлин дебютировал за новую команду. 31 марта в поединке против «Атлетико Линенсе» он забил свой первый гол за «Сан-Паулу». 6 апреля в матче Кубка Либертадорес против венесуэльского «Трухильянос» Кевлин забил гол.

## Достижения
Командные
 «Порту»
- Чемпионат Португалии по футболу — 2012/2013
- Обладатель Суперкубка Португалии — 2012
- Обладатель Суперкубка Португалии — 2013

 «Палмейрас»
- Обладатель Кубка Бразилии — 2015